# Fiumicello Villa Vicentina
Fiumicello Villa Vicentina (Flumisel Vile Visintine in friulano standard, Flumisel La Vila nella variante locale) è un comune italiano di 6 271 abitanti del Friuli-Venezia Giulia.
È stato istituito il 1º febbraio 2018 dalla fusione dei comuni di Fiumicello e Villa Vicentina come da legge regionale 28 dicembre 2017, n. 48. Sede comunale è l'ex municipio di Fiumicello, nella frazione San Valentino.

## Storia

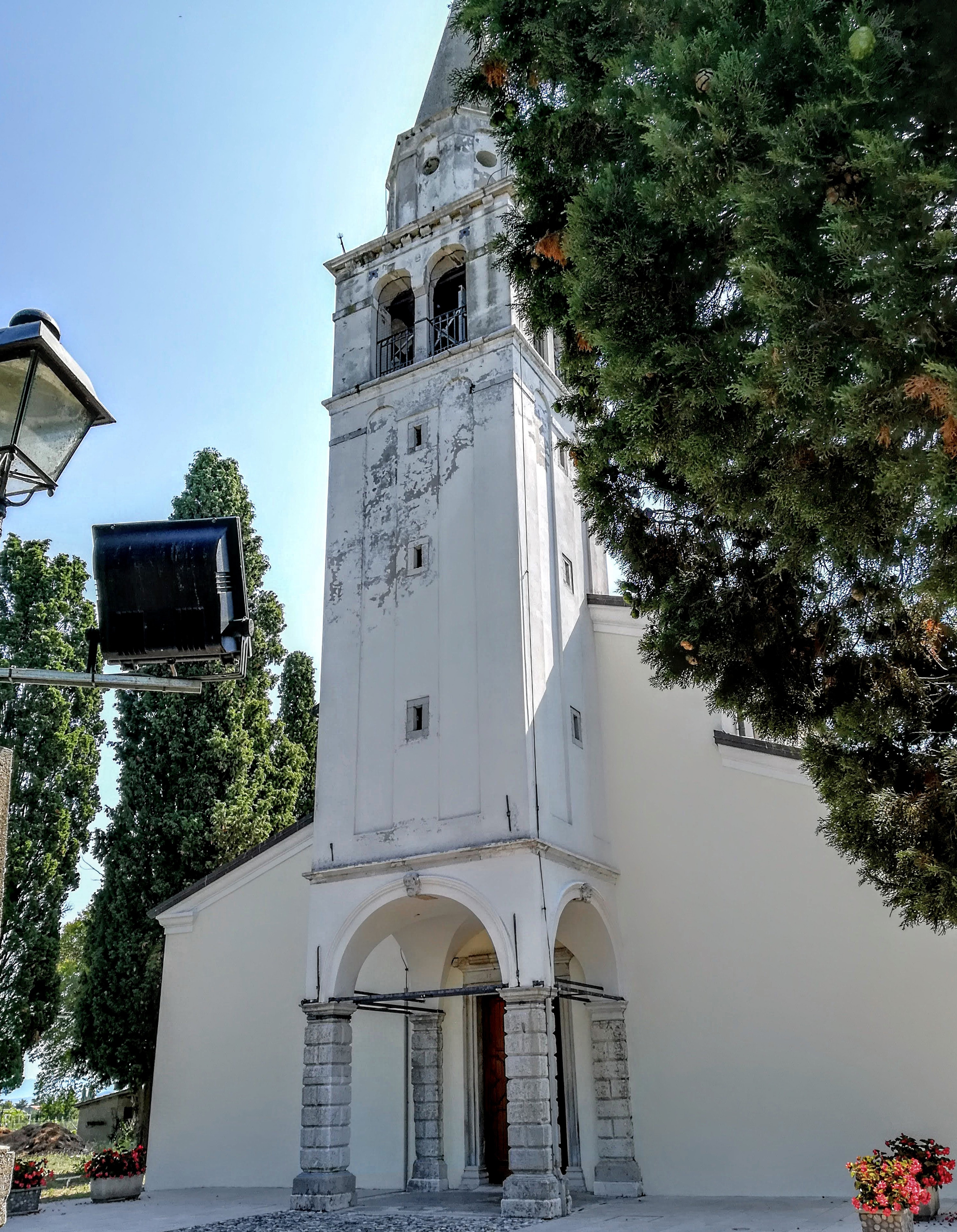
La chiesa di San Lorenzo

Il 24 settembre 2017 si tenne un referendum in tutti e 2 i comuni che diede esito positivo (complessivamente 1353 voti favorevoli e 1077 contrari), benché la maggioranza di voti favorevoli fosse stata conseguita solo nel comune di Fiumicello (a Villa Vicentina prevalse il "No", col 52,53% dei voti).
Il 15 novembre 2017 la V Commissione permanente del Consiglio regionale del Friuli Venezia Giulia, tenendo conto del risultato complessivo del voto referendario, ha espresso parere favorevole al disegno di legge n. 235 presentato dalla Giunta regionale il 7 novembre 2017 istitutivo del comune di Fiumicello Villa Vicentina e ciò ha portato il nuovo comune operativo dal 1º febbraio 2018.

### Simboli
Lo stemma e il gonfalone del comune di Fiumicello Villa Vicentina sono stati concessi con decreto del presidente della Repubblica del 1º agosto 2019.
Lo stemma del nuovo comune riunisce gli emblemi di Fiumicello e Villa Vicentina.
Il gonfalone è un drappo partito di azzurro e di giallo.

## Monumenti e luoghi d'interesse
- Chiesa di San Valentino nel capoluogo comunale
- Chiesa di San Lorenzo nell'omonima frazione
- Chiesa di Santa Maria a Villa Vicentina
- Chiesa di Maria Santissima Regina a Papariano

## Società

### Evoluzione demografica
Abitanti censiti

### Lingue e dialetti
A Fiumicello Villa Vicentina, accanto alla lingua italiana, la popolazione utilizza la lingua friulana. Ai sensi della deliberazione n. 2680 del 3 agosto 2001 della Giunta della Regione autonoma Friuli-Venezia Giulia, il Comune è inserito nell'ambito territoriale di tutela della lingua friulana ai fini della applicazione della legge 482/99, della legge regionale 15/96 e della legge regionale 29/2007.
La lingua friulana che si parla a Fiumicello Villa Vicentina rientra fra le varianti appartenenti al friulano goriziano. Oltre alla lingua friulana, nel territorio si possiedono anche altri dialetti che vengono parlati dalla popolazione che si trova a Fiumicello Villa Vicentina grazie alla forte unione linguistica del paese.

## Cultura

### Eventi
Nel mese di luglio viene organizzata la "Mostra regionale delle pesche", molto nota nel Friuli. In questa festa si organizzano gare per chi ha il frutteto più bello, ma anche chi possiede le pesche dal migliore aspetto.
Il comune di Fiumicello Villa Vicentina (e prima di esso il comune di Fiumicello) è incluso nell'organo gestore della Riserva Naturale della Foce dell'Isonzo insieme ai comuni di Staranzano (soggetto capofila), San Canzian e Grado. Nel parco dell'Isonzo di pertinenza di Fiumicello Villa Vicentina viene organizzato ogni anno a luglio sin dal 2008 il festival di arti nella natura AESON.

## Economia
Terra in origine paludosa, segue il naturale evolversi da zona di pescatori (data la notevole concentrazione di corsi d'acqua) a pastori fino alla sua quasi "naturale" propensione all'agricoltura ancora oggi importante motore dell'economia fiumicellese. Molto importante nella frazione di San Lorenzo sono la produzione di ortaggi e la frutticoltura, in particolare di pesche e albicocche.

## Geografia antropica
Il comune di Fiumicello Villa Vicentina comprende le località di Borgo Candaletis, Borgo Malborghetto, Borgo Pacco, Borgo Sandrigo, Capo di Sopra, Papariano, San Lorenzo, San Valentino, Sant'Antonio e Villa Vicentina.

## Amministrazione
| Periodo | Periodo   | Primo cittadino   | Partito        | Carica                    |
| ------- | --------- | ----------------- | -------------- | ------------------------- |
| 2018    | 2018      | Ennio Scridel     | ―              | Commissario Straordinario |
| 2018    | 2023      | Laura Sgubin      | Centrosinistra | Sindaco                   |
| 2023    | in carica | Alessandro Dijust | Centrosinistra | Sindaco                   |